# Бердацпор
Бердацпор (арм. Բերդացփոր) — гавар провинции Тайк на северо-западе Великой Армении.

## География
На северо-западе Бердацпор граничит с гаваром Чакк, на северо-востоке — с Когом, на востоке — с Ванандом провинции Айрарат, на юге — с Партизацпором, на западе — с Бугхой.
На территории Бердацпора находятся крепости Бердик и Банак.